# Nguyễn Thanh Sơn (tướng công an)
Nguyễn Thanh Sơn là một tướng lĩnh Công an nhân dân Việt Nam, cấp bậc Trung tướng. Ông nguyên là Cục trưởng Cục Đối ngoại, Bộ Công an (Việt Nam).

## Tiểu sử
Nguyễn Thanh Sơn con trai của Đại tá Nguyễn Dương (1929–2021), nguyên Phó Chánh Văn phòng Bộ Công an.Ông là đảng viên Đảng Cộng sản Việt Nam.
Tháng 11 năm 2018, Nguyễn Thanh Sơn là Thiếu tướng, Phó Cục trưởng Cục Đối ngoại kiêm Phó Chánh văn phòng Thường trực Ban chỉ đạo nhân quyền.
Từ tháng 8 năm 2019 đến tháng 11 năm 2019, Nguyễn Thanh Sơn là Thiếu tướng, Phó Chánh Văn phòng Ban Chỉ đạo Nhân quyền Chính phủ Việt Nam, Phó Cục trưởng Cục Đối ngoại Bộ Công an Việt Nam.
Chiều ngày 11 tháng 9 năm 2020, Thiếu tướng Nguyễn Thanh Sơn nhận quyết định thăng quân hàm Trung tướng Công an của Chủ tịch nước Nguyễn Phú Trọng. Lúc này ông đang giữ chức vụ Cục trưởng Cục Đối ngoại Bộ Công an.

## Lịch sử thụ phong quân hàm
- Đại tá
- Thiếu tướng (2018)
- Trung tướng (2020)